# Ice Bears de Knoxville
Les Ice Bears de Knoxville sont une franchise de hockey sur glace basée à Knoxville dans l'État du Tennessee aux États-Unis.

## Historique
Fondé en 2002, l'équipe fait partie de la renaissance de la Atlantic Coast Hockey League. Les Ice Bears s'inclinent en finale des séries éliminatoires. La ACHL dissoute au terme de la saison, ils intègrent la nouvelle South East Hockey League. L'histoire se répète, le club s'inclinant à nouveau en finale et la ligue est dissoute après une unique saison.

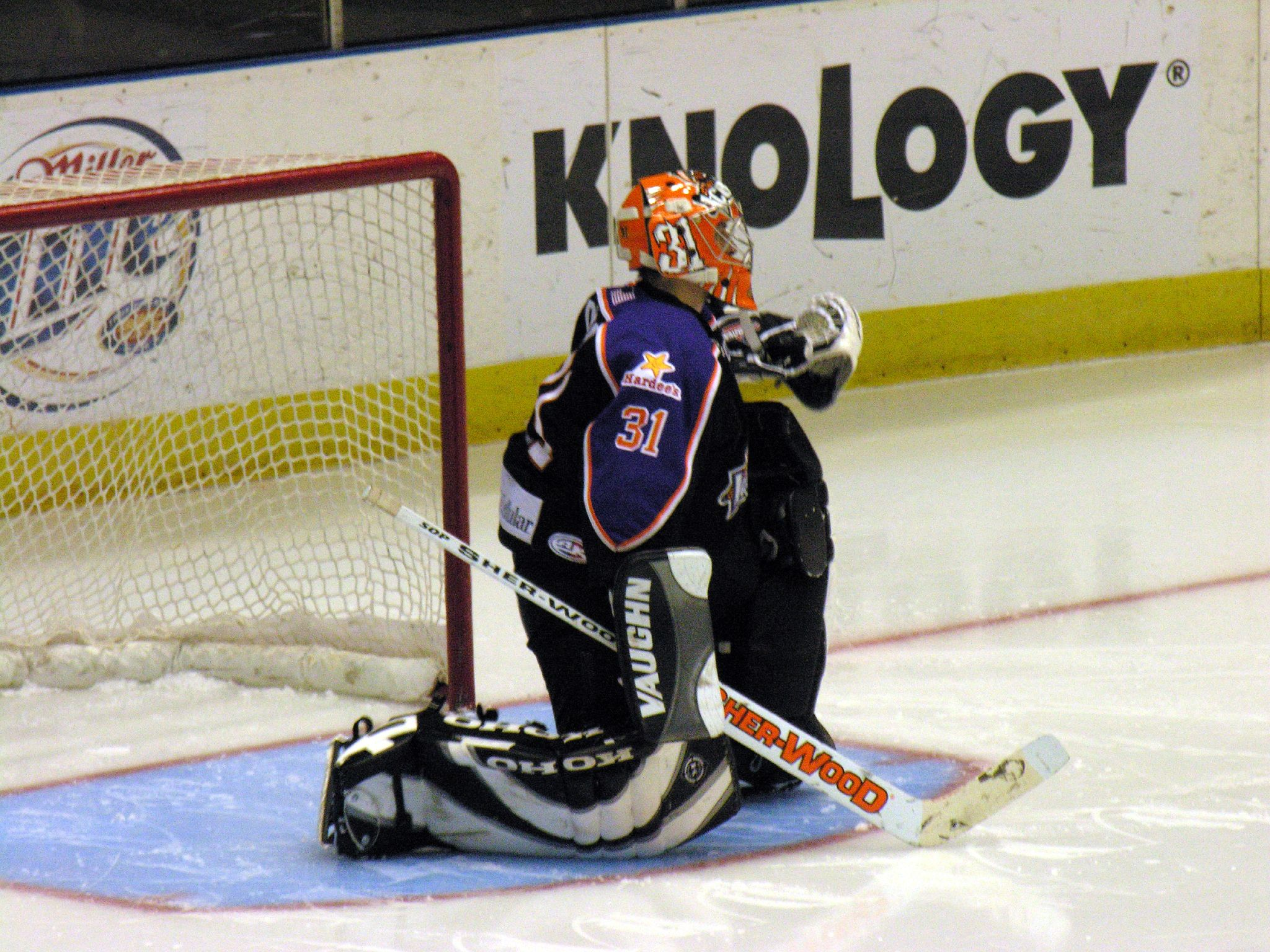
Terry Dunbar, gardien de but des Ice Bears lors de deux saisons dans la SPHL.

En 2004-05 une nouvelle ligue est créée, la Southern Professional Hockey League. Les Ice Bears terminent au premier rang des huit équipes mais s'inclinèrent en deuxième ronde des séries pour une troisième saison de suite. Finalement, le club réussit à passer la deuxième ronde en 2005-2006 en se rendant jusqu'à la finale pour une première fois de l'histoire. Ils battirent leur adversaire, les Seals de la Floride, en quatre parties dans une série de cinq. Il s'agit de leur premier titre de championnat sur les trois remportés jusqu'à présent.
Le 27 mars 2010 une bagarre générale éclata entre les Ice Bears et les FireAntz de Fayetteville. Les arbitres expulsèrent 19 joueurs de la rencontre. Les joueurs restants des FireAntz se firent un à un expulser de la partie. En troisième période, il ne restait que deux joueurs des FireAntz et les arbitres mirent fin à la rencontre.
Le 2 août 2010, l'ancien joueur des Ice Bears Mike Craigen est nommé entraîneur-chef.

### Saison en ACHL
| Saison  | PJ | V  | D  | N | DP | DTB | BP  | BC   | Pts | Classement | Séries éliminatoires |
| ------- | -- | -- | -- | - | -- | --- | --- | ---- | --- | ---------- | -------------------- |
| 2002-03 | 59 | 36 | 21 | - | 0  | 0   | 231 | 1862 | 68  | 2e place   | Défaite en finale    |

### Saison en SEHL
| Saison  | PJ | V  | D  | N | DP | DTB | BP  | BC  | Pts | Classement | Séries éliminatoires |
| ------- | -- | -- | -- | - | -- | --- | --- | --- | --- | ---------- | -------------------- |
| 2003-04 | 56 | 26 | 30 | - | 0  | 0   | 201 | 195 | 52  | 2e place   | Défaite en finale    |

### Saisons en SPHL
| Saison  | PJ | V  | D  | N | DP | DTB | BP  | BC  | Pts | Classement | Séries éliminatoires               |
| ------- | -- | -- | -- | - | -- | --- | --- | --- | --- | ---------- | ---------------------------------- |
| 2004-05 | 56 | 34 | 22 | - | 0  | 0   | 235 | 185 | 68  | 1re place  | Défaite en deuxième ronde          |
| 2005-06 | 56 | 36 | 14 | - | 5  | 1   | 262 | 192 | 78  | 1re place  | Vainqueur de la Coupe du Président |
| 2006-07 | 56 | 33 | 19 | - | 3  | 1   | 219 | 185 | 70  | 2e place   | Défaite en deuxième ronde          |
| 2007-08 | 52 | 32 | 16 | - | 1  | 3   | 199 | 169 | 68  | 1re place  | Vainqueur de la Coupe du Président |
| 2008-09 | 60 | 35 | 16 | - | 5  | 4   | 216 | 171 | 79  | 1re place  | Vainqueur de la Coupe du Président |
| 2009-10 | 56 | 30 | 23 | - | 2  | 1   | 228 | 199 | 63  | 4e place   | Défaite en deuxième ronde          |
| 2010-11 | 56 | 27 | 25 | - | 3  | 1   | 186 | 187 | 54  | 6e place   | Défaite en première ronde          |
| 2011-12 | 56 | 32 | 16 | - | 8  | 0   | 208 | 170 | 72  | 3e place   | Défaite en deuxième ronde          |
| 2012-13 | 56 | 33 | 19 | - | 4  | 0   | 180 | 157 | 70  | 4e place   | Défaite en deuxième ronde          |
| 2013-14 |    |    |    | - |    |     |     |     |     | e          |                                    |
| 2014-15 |    |    |    | - |    |     |     |     |     | e          |                                    |
| 2015-16 |    |    |    | - |    |     |     |     |     | e          |                                    |
| 2016-17 |    |    |    | - |    |     |     |     |     | e          |                                    |
| 2017-18 |    |    |    | - |    |     |     |     |     | e          |                                    |
| 2018-19 |    |    |    | - |    |     |     |     |     | e          |                                    |
| 2019-20 |    |    |    | - |    |     |     |     |     | e          |                                    |